# Démographie de la Lozère
La démographie de la Lozère est caractérisée par une très faible densité et une population qui a connu une forte décroissance à partir de 1880. Après s'être stabilisée dans les années 1980, elle est légèrement remontée, pour marquer le pas depuis.
Avec ses 76 503 habitants en 2022, le département français de la Lozère se situe en 101e position sur le plan national.
En six ans, de 2015 à 2021, sa population s'est accrue de près de 250 unités, c'est-à-dire de plus ou moins 40 personnes par an. Mais cette variation est différenciée selon les 152 communes que comporte le département.
La densité de population de la Lozère, 14,8 habitants par kilomètre carré en 2022, est sept fois inférieure à celle de la France entière qui est de 107,1 hab./km2 pour la même année.

## Évolution démographique du département de la Lozère
Le département a été créé par décret du 4 mars 1790. Il comporte alors sept districts (Mende, Marvejols, Florac, Langogne, Villefort, Meyrueis, Saint-Chély) et 24 cantons. Le premier recensement sera réalisé en 1801 et ce dénombrement, reconduit tous les cinq ans à partir de 1821, permettra de connaître plus précisément l’évolution des territoires.
Avec 140 347 habitants en 1831, le département représente 0,43 % de la population française, qui est alors de 32 569 000 habitants. De 1831 à 1866, il va perdre 3 084 habitants, soit une baisse de 0,6 % moyen par an, pour un taux d’accroissement national de 0,48 % sur cette même période.
L’évolution démographique entre la Guerre franco-prussienne de 1870 et la Première Guerre mondiale est toujours à la baisse. Sur cette période, la population perd 12 452 habitants, soit une baisse de -9,21 % alors qu’elle croît de 10 % au niveau national. La population perd 9,50 % pour la période de l’entre-deux guerres courant de 1921 à 1936 parallèlement à une croissance au niveau national de 6,9 %.
A contrario de la plupart des autres départements français, le Lozère ne va pas connaître d'essor démographique après la Seconde Guerre mondiale. La population va continuer à décroître jusque dans les années 1980. Elle va alors légèrement remonter de 1990 à 2010 (+ 5,8 %) pour marquer le pas depuis.
En 2022, le département comptait 76 503 habitants, en évolution de +0,11 % par rapport à 2016 (France hors Mayotte : +2,11 %).
| 1761    | 1766    | 1791 | 1801    | 1806    | 1821    | 1826    | 1831    | 1836    |
| ------- | ------- | ---- | ------- | ------- | ------- | ------- | ------- | ------- |
| 144 705 | 140 819 | -    | 126 503 | 143 247 | 133 934 | 138 778 | 140 347 | 141 733 |

| 1841    | 1846    | 1861    | 1866    | 1872    | 1876    | 1881    | 1886    | 1891    |
| ------- | ------- | ------- | ------- | ------- | ------- | ------- | ------- | ------- |
| 140 788 | 143 331 | 137 367 | 137 263 | 135 190 | 138 319 | 143 565 | 141 264 | 135 517 |

| 1896    | 1901    | 1906    | 1911    | 1921    | 1926    | 1931    | 1936   | 1946   |
| ------- | ------- | ------- | ------- | ------- | ------- | ------- | ------ | ------ |
| 132 151 | 128 866 | 128 016 | 122 738 | 108 822 | 104 733 | 101 849 | 98 480 | 90 523 |

| 1954   | 1962   | 1968   | 1975   | 1982   | 1990   | 1999   | 2006   | 2011   |
| ------ | ------ | ------ | ------ | ------ | ------ | ------ | ------ | ------ |
| 82 391 | 81 868 | 77 258 | 74 825 | 74 294 | 72 825 | 73 509 | 76 800 | 77 156 |

| 2016   | 2021   | 2022   | - | - | - | - | - | - |
| ------ | ------ | ------ | - | - | - | - | - | - |
| 76 422 | 76 519 | 76 503 | - | - | - | - | - | - |

## Population par divisions administratives

### Arrondissements
Le département de la Lozère comporte deux arrondissements. La population se concentre principalement sur l'arrondissement de Mende, qui recense 83 % de la population totale du département en 2022, avec une densité de 18,2 hab./km2, contre 17 % pour l'arrondissement de Florac.
| Arrondissement  | Population(2022) | Variation(2022/2016)                       | Superficie(km2) | Densité(hab./km2) |
| --------------- | ---------------- | ------------------------------------------ | --------------- | ----------------- |
| Mende           | 63 410           | en évolution de +0,36 % par rapport à 2016 | 3 479,4         | 18,2              |
| Florac          | 13 093           | en évolution de −1,13 % par rapport à 2016 | 1 687,5         | 7,8               |
| Source : Insee. |                  |                                            |                 |                   |

### Communes de plus de2 000 habitants
Sur les 152 communes que comprend le département de la Lozère, huit ont en 2021 une population municipale supérieure à 2 000 habitants et une a plus de 5 000 habitants : Mende.
Les évolutions respectives des communes de plus de 2 000 habitants sont présentées dans le tableau ci-après.
| Commune               | Population(2022) | Variation(2022/2016)                       | Superficie(km2) | Densité(hab./km2) |
| --------------------- | ---------------- | ------------------------------------------ | --------------- | ----------------- |
| Mende                 | 12 322           | en évolution de +3,9 % par rapport à 2016  | 36,56           | 337               |
| Marvejols             | 4 752            | en évolution de −0,5 % par rapport à 2016  | 12,45           | 381,7             |
| Saint-Chély-d'Apcher  | 4 025            | en évolution de −3,25 % par rapport à 2016 | 28,26           | 142,4             |
| Langogne              | 2 860            | en évolution de −0,9 % par rapport à 2016  | 31,41           | 91,1              |
| Peyre en Aubrac       | 2 304            | en évolution de −0,78 % par rapport à 2016 | 153,3           | 15                |
| La Canourgue          | 2 095            | en évolution de −2,83 % par rapport à 2016 | 104,29          | 20,1              |
| Florac Trois Rivières | 2 111            | en évolution de +2,03 % par rapport à 2016 | 48,39           | 43,6              |
| Bourgs sur Colagne    | 2 077            | en évolution de −4,24 % par rapport à 2016 | 53,09           | 39,1              |
| Source : Insee.       |                  |                                            |                 |                   |

## Structures des variations de population

### Soldes naturels et migratoires depuis 1968
La variation moyenne annuelle a cru depuis les années 1970 jusqu'en 2010, passant de −0,5 à 0,4 %, mais marque le pas sur la dernière période (0 %).
Le solde naturel annuel, qui est la différence entre le nombre de naissances et le nombre de décès enregistrés au cours d'une même année, reste négatif à -0,5 % sur la période 2015-2021. La baisse du taux de natalité, qui passe de 13,2 à 7,9 ‰, n'est pas compensée par une baisse du taux de mortalité, qui passe de 13,9 à 13,1 ‰.
Après avoir cru sur la période courant de 1968 à 2010, passant de −0,4 à 0,6 %, puis baissé à 0,1 sur la période 2010-2015, le flux migratoire est à nouveau en hausse à 0,6 %.
| Indicateurs démographiques                       | 1968 à1975 | 1975 à1982 | 1982 à1990 | 1990 à1999 | 1999 à2010 | 2010 à2015 | 2015 à2021 |
| ------------------------------------------------ | ---------- | ---------- | ---------- | ---------- | ---------- | ---------- | ---------- |
| Variation annuelle moyenne de la population en % | -0,5       | -0,1       | -0,2       | 0,1        | 0,4        | -0,2       | 0,0        |
| - due au solde naturel en %                      | -0,1       | -0,1       | -0,2       | -0,3       | -0,2       | -0,3       | -0,5       |
| - due au solde apparent des entrées sorties en % | -0,4       | 0,0        | -0,1       | 0,4        | 0,6        | 0,1        | 0,6        |
| Taux de natalité en ‰                            | 13,2       | 12,2       | 10,9       | 9,8        | 10,2       | 9,0        | 7,9        |
| Taux de mortalité en ‰                           | 13,9       | 13,4       | 12,8       | 12,3       | 12,2       | 12,3       | 13,1       |
| Source : Insee.                                  |            |            |            |            |            |            |            |

### Mouvements naturels sur la période 2014-2022
En 2014, 651 naissances ont été dénombrées contre 913 décès. Le nombre annuel des naissances a diminué depuis cette date, passant à 583 en 2022, indépendamment à une augmentation, mais relativement faible, du nombre de décès, avec 1 011 en 2022. Le solde naturel est ainsi négatif et diminue, passant de -262 à -428.
Pour des raisons techniques, il est temporairement impossible d'afficher le graphique qui aurait dû être présenté ici.

## Densité de population
La densité de population stagne depuis 1968.
En 2021, la densité était de 14,8 hab./km2.
| 1968 |  | 15.0 |  |

| 1975 |  | 14.5 |  |

| 1982 |  | 14.4 |  |

| 1990 |  | 14.1 |  |

| 1999 |  | 14.2 |  |

| 2010 |  | 14.9 |  |

| 2015 |  | 14.8 |  |

| 2021 |  | 14.8 |  |

## Répartition par sexes et tranches d'âges
La population du département est plus âgée qu'au niveau national.
En 2021, le taux de personnes d'un âge inférieur à 30 ans s'élève à 29,3 %, soit en dessous de la moyenne nationale (35,1 %). À l'inverse, le taux de personnes d'âge supérieur à 60 ans est de 33,8 % la même année, alors qu'il est de 26,6 % au niveau national.
En 2021, le département comptait 38 055 hommes pour 38 464 femmes, soit un taux de 50,27 % de femmes, légèrement inférieur au taux national (51,61 %).
Les pyramides des âges du département et de la France s'établissent comme suit.
| Hommes | Classe d’âge | Femmes |
| ------ | ------------ | ------ |
| 1      | 90 ou +      | 2,8    |
| 9,1    | 75-89 ans    | 11,8   |
| 21,6   | 60-74 ans    | 21,1   |
| 21,5   | 45-59 ans    | 20,2   |
| 16,3   | 30-44 ans    | 15,9   |
| 15,5   | 15-29 ans    | 13,6   |
| 15     | 0-14 ans     | 14,6   |

| Hommes | Classe d’âge | Femmes |
| ------ | ------------ | ------ |
| 0,7    | 90 ou +      | 1,9    |
| 7,0    | 75-89 ans    | 9,5    |
| 16,6   | 60-74 ans    | 17,5   |
| 20,0   | 45-59 ans    | 19,5   |
| 18,8   | 30-44 ans    | 18,3   |
| 18,3   | 15-29 ans    | 16,7   |
| 18,6   | 0-14 ans     | 16,7   |

## Répartition par catégories socioprofessionnelles
La catégorie socioprofessionnelle des retraités est surreprésentée par rapport au niveau national. Avec 32,9 % en 2021, elle est 6,1 points au-dessus du taux national (26,8 %). La catégorie socioprofessionnelle des cadres et professions intellectuelles supérieures est quant à elle sous-représentée par rapport au niveau national. Avec 4,9 % en 2021, elle est 5,2 points en dessous du taux national (10,1 %).
| Catégorie socioprofessionnelle                    | 2015   | 2015 | 2021   | 2021 | Détails de l'année 2021 | Détails de l'année 2021 | Détails de l'année 2021            | Détails de l'année 2021            | Détails de l'année 2021            |
| Catégorie socioprofessionnelle                    | Nb     | %    | Nb     | %    | Hommes                  | Femmes                  | Part en % de la population âgée de | Part en % de la population âgée de | Part en % de la population âgée de |
| Catégorie socioprofessionnelle                    | Nb     | %    | Nb     | %    | Hommes                  | Femmes                  | 15 à 24 ans                        | 25 à 54 ans                        | 55 ans ou +                        |
| ------------------------------------------------- | ------ | ---- | ------ | ---- | ----------------------- | ----------------------- | ---------------------------------- | ---------------------------------- | ---------------------------------- |
| Agriculteurs exploitants                          | 3 194  | 4,9  | 3 045  | 4,7  | 2 161                   | 884                     | 1,1                                | 7,0                                | 3,5                                |
| Artisans, commerçants, chefs d'entreprise         | 3 097  | 4,8  | 2 847  | 4,4  | 2 053                   | 794                     | 0,4                                | 7,6                                | 2,6                                |
| Cadres et professions intellectuelles supérieures | 2 834  | 4,4  | 3 174  | 4,9  | 1 686                   | 1 487                   | 0,6                                | 8,8                                | 2,6                                |
| Professions intermédiaires                        | 7 905  | 12,2 | 8 491  | 13,0 | 3 640                   | 4 851                   | 7,6                                | 24,7                               | 4,5                                |
| Employés                                          | 10 411 | 16,1 | 9 930  | 15,2 | 2 712                   | 7 219                   | 15,4                               | 26,2                               | 5,9                                |
| Ouvriers                                          | 7 048  | 10,9 | 6 955  | 10,6 | 5 780                   | 1 175                   | 16,3                               | 17,4                               | 3,6                                |
| Retraités                                         | 21 219 | 32,8 | 21 467 | 32,9 | 10 091                  | 11 376                  | 0,0                                | 0,2                                | 68,3                               |
| Autres personnes sans activité professionnelle    | 8 977  | 13,9 | 9 401  | 14,4 | 4 329                   | 5 071                   | 58,6                               | 8,2                                | 8,9                                |
| Ensemble                                          | 64 685 | 100  | 65 309 | 100  | 32 453                  | 32 856                  | 100                                | 100                                | 100                                |
| Sources : Insee,.                                 |        |      |        |      |                         |                         |                                    |                                    |                                    |